# The Substance
Pour plus de détails, voir Fiche technique et Distribution.
The Substance, ou La Substance au Québec, est un drame de body horror franco-américano-britannique coproduit, écrit et réalisé par Coralie Fargeat, sorti en 2024.
Le film met en scène Elisabeth Sparkle, présentatrice vedette d’une émission d’aérobic, licenciée par son patron le jour de ses cinquante ans à cause de son âge. Le moral au plus bas, elle reçoit une proposition inattendue, celle d'un mystérieux laboratoire lui proposant une « substance » miraculeuse : si elle se l’injecte, elle deviendra « la meilleure version » d’elle-même, « plus jeune, plus belle, plus parfaite » grâce à une modification de son ADN.
Le film est présenté en compétition officielle au Festival de Cannes 2024 où il remporte le prix du scénario.

## Synopsis
Elisabeth Sparkle, célèbre actrice au succès passé, présente aujourd'hui une émission télévisée d’aérobic. À 50 ans, elle est licenciée par Harvey, son directeur de production, qui souhaite la remplacer par une femme plus jeune. Après un accident de voiture dont elle sort indemne, Elisabeth reçoit de la part d'un infirmier une mystérieuse clé USB. De retour dans son appartement, Elisabeth visionne le contenu de la clé : une publicité présentant une substance miraculeuse issue du marché noir, capable de générer une version « plus jeune, plus belle et plus parfaite » de soi-même grâce à une modification de son ADN. Après plusieurs hésitations, Elisabeth décide de passer commande.
Les consignes d'utilisation stipulent que la Substance établit une relation symbiotique entre les deux corps : Elisabeth doit transférer sa conscience d'un corps à l'autre tous les sept jours sans exception, tandis que son corps inactif reste inconscient et est nourri par intraveineuse avec un approvisionnement alimentaire hebdomadaire. L'« autre soi » nécessite également des injections quotidiennes de liquide stabilisateur extrait du corps « matrice » via une ponction lombaire pour éviter toute détérioration. Elisabeth s'injecte le sérum activateur, à usage unique, puis est prise de violentes convulsions avant qu'une version plus jeune d'elle-même ne s'extirpe de sa colonne vertébrale. L'autre-soi, qui se baptise Sue, est rapidement engagé par Harvey, l'ancien patron d'Elisabeth. Elle devient alors rapidement célèbre à la télévision. L'émission de Sue, intitulée Pump It Up, est un succès d'audience et on lui offre finalement la chance d'animer la prestigieuse soirée du nouvel an sur la chaîne. Alors que Sue mène une vie de rêve, Elisabeth, qui se déteste, s'enferme à longueur de journée dans son appartement.
À l'approche de la fin de son cycle hebdomadaire, Sue sort pour faire la fête et ramène un homme dans son appartement. Voulant profiter un peu plus de la nuit, elle extrait du stabilisateur supplémentaire d'Elisabeth, ce qui lui permet de dépasser le cycle de sept jours. Le lendemain matin, Elisabeth se réveille dans son corps et constate avec horreur que son index a vieilli très rapidement. Elle appelle le fournisseur qui l'avertit que rester dans l'autre-soi plus de sept jours provoque un vieillissement rapide et irréversible de la matrice, et qu'Elisabeth doit respecter l'équilibre pour éviter que cela ne se reproduise. Un peu plus tard, alors qu'elle entre dans un restaurant, toujours choqué de l'état de son doigt, elle remarque un vieil homme assis qui la regarde avec insistance. Ce dernier lui demande si, elle aussi, a commencé à se faire ronger. Elisabeth comprend par le biais d'une tâche de naissance familière qu'il s'agit du jeune médecin lui ayant donné la clé de la substance et qu'il a lui-même perdu le contrôle après en avoir fait usage.
Bien qu'elles partagent la même conscience mais vraisemblablement avec un esprit dissocié qui ne lie pas leurs souvenirs, Elisabeth et Sue commencent à se voir comme des individus différents ne menant pas la même vie et finissent par se mépriser.  Elisabeth en veut à Sue pour son insouciance des consignes d'utilisations et sa gloire florissante qui ne lui profite pas tandis que Sue est consternée par les épisodes autodestructeurs de frénésie alimentaire d'Elisabeth. Après qu'Elisabeth a saccagé son appartement, Sue refuse de revenir en arrière et stocke des mois de liquide stabilisateur dans des bocaux en verre.
Trois mois plus tard, la veille de la diffusion de la soirée du nouvel an, Sue ne peut prélever du liquide stabilisateur car le corps d'Elisabeth en est complètement vidé. Le fournisseur l'informe que la seule façon de reconstituer le liquide est de redevenir elle-même. Lorsqu'elles échangent, Elisabeth se retrouve horriblement transformée en une bossue difforme. Afin d'empêcher la dégradation de son corps, Elisabeth acquiert un sérum conçu pour mettre fin à Sue. Cependant, toujours en quête d'admiration, elle s'arrête avant d'injecter la seringue pleine et ressuscite Sue, les laissant toutes deux pleinement conscientes dans leurs deux corps fonctionnels. Réalisant l'intention d'Elisabeth en voyant la seringue presque vide, Sue, folle de rage, bat brutalement Elisabeth à mort avant de partir se préparer pour la soirée du nouvel an tournée en direct devant un public réel d'une centaine de personnes et une cinquantaine de millions de téléspectateurs.
Sans Elisabeth, le corps de Sue commence à se détériorer rapidement. En panique, elle se précipite dans son appartement et tente de créer une nouvelle version d'elle-même avec le sérum activateur restant, ce qui est expressément interdit par le fournisseur. Cela l'amène par inadvertance à générer un corps muté et chimérique, un désordre de chair instable et de parties du corps avec les visages de Sue et d'Elisabeth dispersés entre le dos et le ventre. La créature, nommée Monstro Elisasue, s'habille et se rend à la diffusion en direct en portant un masque improvisé découpé dans une ancienne affiche d'Elisabeth. Alors qu'elle boite sur la scène et commence à parler, son masque tombe, provoquant un chaos violent dans le public horrifié et l'assaillant de cris. Effrayé, un homme la décapite, mais une autre tête repousse, et son bras tenant le pied de micro se brise, aspergeant le public d'un sang abondant.
Ce qui reste d'elle s'enfuit du studio et s'effondre en un amas de viscères. Le visage d'origine d'Elisabeth se détache du tas sanglant, puis rampe sur son étoile du Hollywood Walk of Fame qui était oubliée. Elle sourit avec l'hallucination d'être admirée par tout le monde autour d'elle avant de fondre en une flaque. Le lendemain, son sang est nettoyé par une autolaveuse.

## Fiche technique
Sauf indication contraire, les informations mentionnées dans cette section peuvent être confirmées par la base de données cinématographiques IMDb,  présente dans la section « Liens externes ».
- Titre original et francophone : The Substance
- Titre québécois : La Substance
- Réalisation et scénario : Coralie Fargeat
- Musique : Raffertie (en)
- Décors : Stanislas Reydellet
- Costumes : Emmanuelle Youchnovski
- Coiffures : Frédérique Arguello
- Montage : Coralie Fargeat, Jérôme Eltabet et Valentin Féron
- Photographie : Benjamin Kračun
- Production : Tim Bevan, Eric Fellner et Coralie Fargeat
  - Production déléguée : Alexandra Loewy et Nicolas Royer
- Sociétés de production : Working Title Films, A Good Story, Blacksmith
- Budget : 17,5 millions de dollars
- Sociétés de distribution : Metropolitan Filmexport (France), The Match Factory (MUBI) (États-Unis)
- Pays de production :  France,  États-Unis,  Royaume-Uni
- Langue originale : anglais
- Format : couleur - 2.39:1 - Dolby Digital
- Genre : body horror
- Durée : 141 minutes
- Dates de sortie :
  - France : 19 mai 2024 (Festival de Cannes) ; 6 novembre 2024 (sortie nationale)
  - Royaume-Uni : 20 août 2024 (Festival d'Édimbourg) ; 20 septembre 2024 (sortie nationale)
  - États-Unis : 20 septembre 2024
- Classification :
  - France : interdit aux moins de 12 ans avec avertissement
  - Royaume-Uni : interdit aux moins de 18 ans
  - États-Unis : R (interdit aux moins de 17 ans)

## Distribution
Sauf indication contraire, les informations mentionnées dans cette section peuvent être confirmées par la base de données cinématographiques IMDb,  présente dans la section « Liens externes ».
- Demi Moore (VF : Juliette Degenne ; VQ : Élise Bertrand) : Elisabeth Sparkle
- Margaret Qualley (VF : Zina Khakhoulia ; VQ : Célia Gouin-Arsenault) : Sue

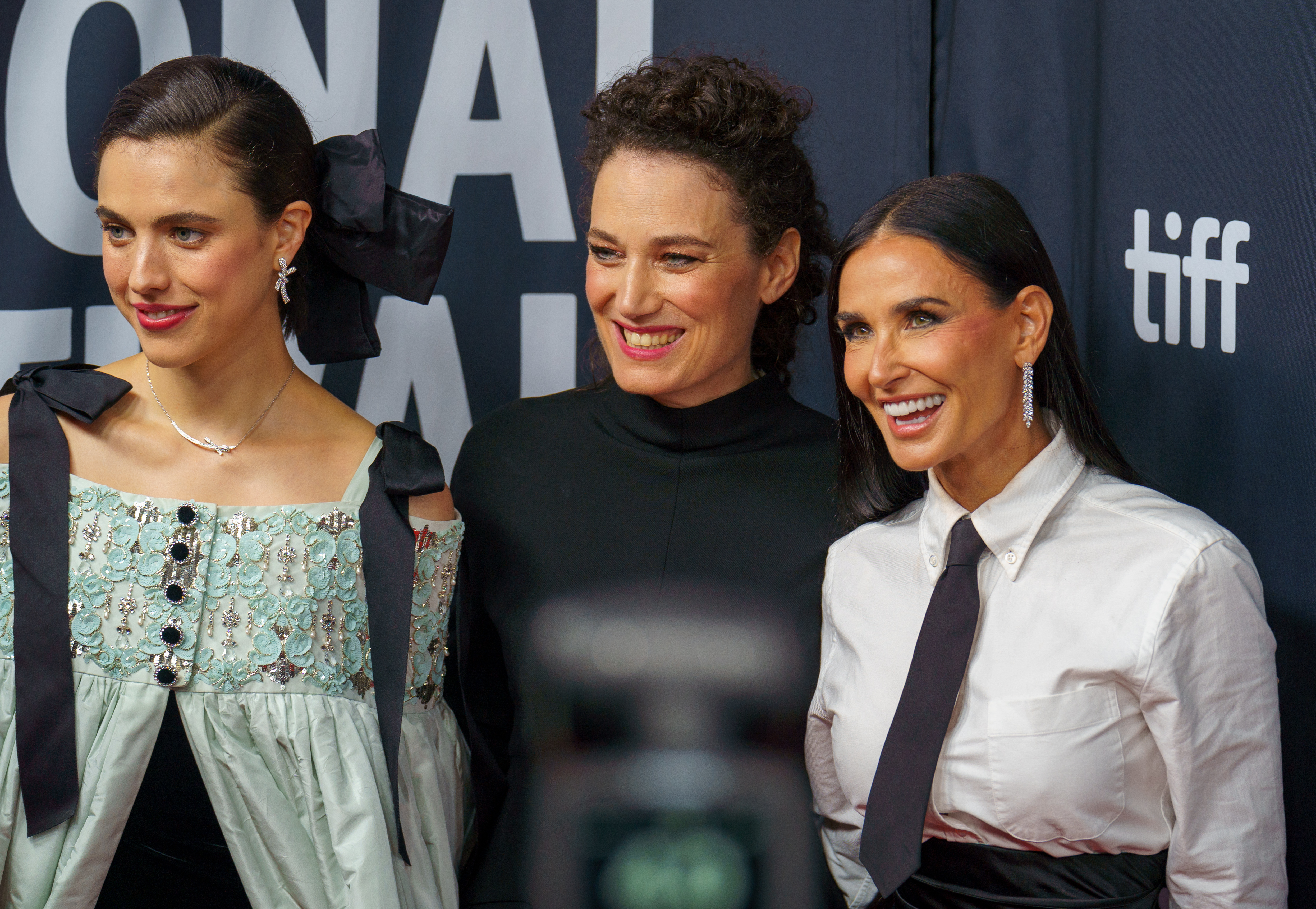
Margaret Qualley, Coralie Fargeat et Demi Moore au Festival international du film de Toronto 2024.

- Dennis Quaid (VF : Bernard Lanneau ; VQ : Louis-Philippe Dandenault) : Harvey
- Gore Abrams : Oliver
- Oscar Lesage (VF : lui-même) : Troy
- Robin Greer (VF : lui-même) : l'infirmier (« l'autre soi »)
  - Christian Erickson (en) (VF : Serge Biavan) : le vieil homme (« la matrice »)
- Tom Morton : le médecin
- Hugo Diego Garcia (en) (VF : lui-même) : Diego, le petit ami de Sue
- Yann Bean (VF : lui-même ; VQ : Adrien Bletton) : « The Substance » (voix)
- Daniel Knight (VF : Jérémy Bardeau) : le directeur de casting
- Akil Wingate : le présentateur de télévision
- Jana Bittnerova : Maria

Source : version française (VF) sur RS Doublage, version québécoise (VQ) sur Doublage.qc.ca

## Production

### Genèse et développement
Après le succès de Revenge aux États-Unis, Coralie Fargeat se voit recevoir des opportunités de réalisation, notamment Black Widow. Elle refuse toutefois, n'étant pas attirée par l'idée de travailler avec un studio et de ne pas avoir le privilège du final cut. Elle écrit alors The Substance en tant que script spéculatif et devient productrice,. Le scénario se développe sur une durée de deux ans et la production entière du film sur une durée de cinq ans. Écrit en anglais et en français, le scénario présente des descriptions en français mais des dialogues en langue anglaise afin d'assurer un public plus international.
On me demande souvent si mes personnages sont des caricatures et ma première réaction, c'est de le dire « Bah, oui. ». Puis, après je me dis : « Bah, non, non, ce ne sont pas des caricatures. » C'est malheureusement des comportements qui ont existé, qui existent toujours. Il se trouve que là, ils sont mis au premier plan, ils sont présentés à tout le monde. Dans la vraie vie, ce n'est pas forcément aussi ostentatoire – encore que.

### Scénario
Coralie Fargeat continue d'explorer des thèmes féministes déjà présents dans Revenge,. Elle commence à écrire le film alors qu'elle a quarante ans et en prise à des pensées négatives sur son apparence et sa pertinence : « J'ai commencé à réfléchir et à avoir ces voix dans ma tête qui me disaient : "Maintenant, ta vie est finie. Tout le monde se fiche de toi." » Elle décrit le processus d'écriture comme une manière de se confronter et de laisser sortir la violence internalisée liée aux attentes sociales de l'âge et de l'apparence des femmes, utilisant le genre du body horror comme « arme d'expression »,,.
Elle compose un script de 138 pages avec seulement 29 pages dédiées au dialogue. Elle compare l'écriture du script à celle d'un roman, avec des détails exhaustifs sur des plans spécifiques ou sur chaque expérience sensorielle devant être ressentie par le spectateur,,.
De la même manière, elle choisit de ne pas donner d'histoire à ses personnages, préférant donner des informations grâce aux actions, aux lieux et aux costumes. Les couleurs utilisées dans le script servent à accentuer des traits de caractère : le manteau jaune d'Elisabeth doit lui donner une allure de « super-héroïne », tandis que le justaucorps rose de Sue signifie une féminité exacerbée. Le personnage de Sue est nommé ainsi afin d'évoquer inconsciemment l'iconographie « babydoll » de Lolita et de Marilyn Monroe et les standards de beauté. Quant à Elisabeth Sparkle, son prénom et son nom de famille sont choisis pour créer une « résonance iconique » avec de grandes stars du cinéma d'antan et au concept des « feux de la rampe »,.
La scène de naissance du film est la première scène que Coralie Fargeat écrit et est, à ses yeux, la scène la plus importante du film : « Je ne savais même pas quel allait être mon personnage. C'est la première chose qui m'est venue, et la scène contient l'ADN du film : une expérience muette et vraiment viscérale, qui vous fait ressentir ce que les personnages ressentent. », Elle décide ensuite de faire de son personnage une ancienne actrice professeure d'aérobic en hommage à la carrière de Jane Fonda et afin d'explorer la perception sociale du corps.
Pendant la conception du script, elle est également très inspirée par la bande originale du film Under the Skin et par l'hypersexualisation des chanteuses.

### Attribution des rôles
Coralie Fargeat voit le casting de The Substance comme un véritable défi, le film ayant peu de dialogues et se reposant principalement sur ses personnages.
Demi Moore n'est pas le premier choix de la réalisatrice, qui la pense désintéressée par un tel risque et « avec le contrôle total de son image » : de nombreuses actrices sont d'abord considérées mais refusent le rôle,. Sur les conseils de son agent, l'actrice lit le script sans contexte et est intriguée par son sujet inhabituel, malgré sa distance avec le body horror : elle pense que le film pourrait « complètement fonctionner et faire partie d'un mouvement culturel » ou être « un putain de désastre »,.
Afin de déterminer ce choix, les deux femmes se rencontrent au cours de six rendez-vous, au cours desquels la réalisatrice explique son film en détails : le travail préparatoire intensif, les prothèses, ces maigres ressources, le lieu de tournage et la nudité, qu'elle pense fondamentale à l'histoire,,. Pendant l'un de ses rendez-vous, Demi Moore donne à Coralie Fargeat une copie de son autobiographie. Au cours de la lecture de celle-ci, la réalisatrice découvre réellement l'actrice et est frappée par sa résilience : « J'ai lu son autobiographie et elle a vécu des années difficiles personnellement. Elle s'est construite seule dans une industrie dominée par les hommes, en avance sur son temps à bien des égards, en prenant de nombreux risques et en tenant des discours féministes. »
Les deux femmes avaient étonnamment déjà travaillé ensemble par le passé : Coralie Fargeat était assistante sur le tournage du film D'un rêve à l'autre en 2000. La réalisatrice se dit également excitée à l'idée d'avoir une véritable icône dans le rôle d'Elisabeth. Demi Moore raconte positivement son expérience dans The Substance : « Ce que j'aime, c'est que c'est un rôle riche, complexe et éprouvant qui m'a donné l'opportunité de sortir de ma zone de confort, et, au final, je sens que j'ai grandi non seulement en tant qu'actrice, mais aussi en tant que personne. »
Plus tard, Coralie Fargeat rencontre Margaret Qualley, avec qui elle sent une énergie similaire à celle de Demi Moore, dont elle apprécie le passé de danseuse. Demi Moore n'avait jamais rencontré Margaret Qualley auparavant mais avait déjà collaboré avec sa mère, Andie MacDowell, dans St. Elmo's Fire, tandis que Margaret Qualley, quant à elle, avait des liens avec les filles de Demi Moore.
Quand elle reçoit le script, Margaret Qualley est au Panama, sur le tournage de Stars at Noon de Claire Denis et est attirée par l'idée de jouer un personnage très éloigné de sa personnalité, sentant le caractère « spécial » du film. L'actrice doit s'adonner à la musculation pendant plusieurs mois afin d'obtenir la figure de sex-symbol nécessaire au personnage de Sue,,.
Pendant le tournage, Coralie Fargeat double elle-même la Substance, avant de caster Yann Bean, cherchant une voix démoniaque, tentatrice et puissante.
Ray Liotta fait originellement partie du casting, puis est remplacé par Dennis Quaid à la suite de son décès en mai 2022,.

### Tournage
Le tournage se déroule en France avec une équipe technique entièrement française à l'exception du directeur de la photographie, Benjamin Kračun, qu'elle choisit après avoir été impressionnée par son travail sur Promising Young Woman, et du compositeur, Raffertie, tous deux originaires du Royaume-Uni. Les scènes d'intérieur sont filmées aux Studios d'Épinay, en Seine-Saint-Denis, tandis que les scènes d'extérieur, devant imiter Los Angeles, sont tournées à Nice, Antibes, Saint-Laurent-du-Var, Carros et Cannes : le seul plan de Los Angeles utilisé dans le film est une photographie du quartier de Laurel Canyon qui sert de vue à l'appartement d'Elisabeth,,. La France est choisie pour le tournage afin de pallier les lourdes dépenses en effets spéciaux grâce au crédit d'impôt international.
Le remplacement de Ray Liotta par Dennis Quaid au bout de trois mois de tournage a apporté une « injection d'énergie » sur le tournage. Pour sa scène de déjeuner avec Demi Moore, il ingurgite approximativement deux kilogrammes de crevettes.
Margaret Qualley décrit l'apprentissage de la chorégraphie comme « un cauchemar » et se dit dépassée par le fait d'être entourés de danseurs professionnels, malgré son passé de danseuse de ballet : elle explique que « ce genre spécifique de sexualité ne [me] vient pas naturellement » et qu'elle « ne le referait jamais »,. Elle apprend la chorégraphie en privé avec Coralie Fargeat après avoir quitté le plateau en pleurs. Néanmoins, le jour du tournage de la scène de danse, elle s'est « juste bourré la gueule dès le matin » pour pallier son anxiété, à l'aide d'un mélange de cannabis et de tequila. Elle exprime cependant de la joie à avoir réussi à filmer une scène aussi méticuleuse.
Demi Moore décrit Coralie Fargeat comme « une réalisatrice très visuelle » avec un accent sur le symbolisme : « Le travail de l'acteur n'est pas aussi important pour elle, ce n'est pas là où son énergie se concentre. Ce n'est ni bien, ni mal, c'est juste différent. » La réalisatrice loue le langage du corps de l'actrice, parvenant à exprimer son personnage à travers des regards et des expressions subtiles,. Demi Moore s'entraîne également physiquement pour éviter de se blesser dans une position bossue ou en faisant des mouvements rapides. Pendant une semaine de repos, elle contracte le zona et perd neuf kilos.
Le tournage a nécessité 21 500 litres de faux sang projetés à l'aide d'un tuyau d'incendie : « À un moment, Coralie a dit : “Je veux des tuyaux d'incendies pleins de sang qui aspergent le public”, et j'ai pensé, “ce doit être une façon très française de dire qu'elle veut qu'il y ait beaucoup de sang”, mais non, elle voulait vraiment un tuyau d'incendie rempli de sang, et de beaucoup de sang ! »,,, La scène où le public est aspergé de sang, lors de l'acte final, est tourné en une prise, malgré une préparation de trois semaines pour contrôler la diffusion, la pression et la quantité de sang, comment imperméabiliser l'équipement, tout cela sans risque pour l'équipe technique,. Pendant le tournage, Benjamin Kračun filme dans le public tandis que Coralie Fargeat contrôle une caméra extérieure et le tuyau d'incendie.

### Décors
C'est le plus important pour moi, que les images que j'ai eues se réalisent, même si elles ne font pas sens d'un point de vue réaliste. On se fiche que ce ne soit pas possible, car ce n'est pas la réalité. C'est la réalité de The Substance.
Les décors de The Substance nécessitent trois mois de construction. La caractéristique principale de l'appartement d'Elisabeth est une baie vitrée panoramique, représentant le passé d'Elisabeth et, plus tard, le futur de Sue. Coralie Fargeat décrit l'appartement comme « intemporel, démodé mais avec des qualités futuristes », lui permettant de transcender une époque spécifique. Le panorama doit originellement être diffusé sur un écran LED, mais à la suite de contraintes techniques et financières, un arrière-plan photographique est utilisé, évoquant les films d'Alfred Hitchcock,.
Coralie Fargeat envisage la salle de bains comme un cocon et doit refléter un espace mental, abstrait, stylisé et vide : elle rejette donc l'idée de Stanislas Reydellet de lui donner un côté plus réaliste.
Une fois le tournage terminé, le décor de l'appartement est détruit pour bâtir celui du théâtre. Les scènes doivent originellement être tournées dans un véritable théâtre, qui finit par refuser en découvrant la quantité de faux sang devant être déversé,.

### Maquillage
Coralie Fargeat décide d'utiliser des effets spéciaux mécaniques plutôt que numériques, pourtant moins coûteux, qu'elle pense cruciaux pour exprimer la violence de son film,.
Les prothèses du film sont créées par Pierre-Olivier Persin et son entreprise, Pop FX, basée à Montreuil, et nécessitent onze mois de préparation,,. Il est engagé par Coralie Fargeat après avoir réussi à créer une maquette de Monstro Elisasue, très peu décrite dans le script, impressionnée par certains de ses choix, réussissant à lui donner de « la grâce » et de « l'humilité »,,. Ils passent ensuite un mois à retravailler son idée : « Coralie l'imaginait comme si on avait mis un corps dans un shaker. »,
Pierre-Olivier Persin définit le processus de transformation d'Elisabeth en cinq étapes après la naissance de Sue : « The Finger » ; « Requiem » (inspiré de Requiem for a Dream) ; « Gollum » ; « Monstro Elisasue » ; « The Blob »,,. Les effets spéciaux ne sont pas faits pour être réalistes mais créent plutôt une représentation déformée du processus de vieillissement, modelée par la peur et la colère des personnages.
La scène de la naissance de Sue est filmée entièrement avec des effets spéciaux mécaniques, à l'exception du gros plan sur l'iris de Demi Moore,. Pour les scènes de nu, Margaret Qualley porte une fausse poitrine pour représenter une image idéalisée de sa beauté, rappelant Jessica Rabbit : « Malheureusement, il n'y a pas de potion magique pour les seins, alors ils m'ont collé ça dessus. Ils m'ont donné la poitrine de ma vie – pas que de la mienne d'ailleurs. »
Selon la complexité du personnage, la pose des prothèses pouvait durer entre 45 minutes et 7 heures, ne laissant parfois qu'une ou deux heures de tournage par jour,,,,,.
Pour la scène où Demi Moore enlève son maquillage, la maquilleuse Stéphanie Guillon intervient après la onzième prise pour éviter une éruption cutanée : « J'ai pris le coton démaquillant, j'ai tout enlevé et j'ai dit : “C'est fini, j'ai tout enlevé. Tu as déjà onze prises. Si on en fait encore une, demain, elle aura le visage tout rouge.” Normalement, on ne fait pas ça ! Mais c'était trop dur pour sa peau. »

#### Monstro Elisasue
Sa tête est une version femelle de Elephant Man : c'est ce que Coralie voulait, retrouver la sensibilité de ce film de David Lynch. Nous avons passé beaucoup de temps à créer Monstro en essayant de trouver un équilibre. Est-elle assez grosse ? Combien de seins ? On devrait ajouter une mâchoire ici. Peut-être une colonne vertébrale, qui apparaît depuis le début de l'histoire.
La conception de Monstro Elisasue, la grotesque créature hybride de l'acte final, nécessite presque un mois. Coralie Fargeat a très vite imaginé la fin du film avec un monstre, création qu'elle décrit comme un « Picasso des attentes des hommes ». Pierre-Olivier Persin tire son inspiration des sculptures de Niki de Saint Phalle et de Fernando Botero, ainsi que de La Mouche de David Cronenberg,,.
Coralie Fargeat insiste pour que Margaret Qualley porte le costume, reconnaissant l'importance de sa performance pour l'impact du film,. L'actrice décrit l'expérience comme « une torture » : « J'avais cette équipe de maquilleurs géniale qui me mettait et m'enlevait le costume, qui me faisait rire alors que j'étais au bord de la panique. » ; « Le problème, c'est que je devais pleurer avec le costume du monstre. À un moment, c'est comme nager : il y a des couches de larmes et de morve dans les prothèses et ils essayent tant bien que mal de les recoller. », L'application des prothèses de Monstro Elisasue dure six heures pendant huit jours de tournage,. Le costume contient un gilet réfrigérant intégré à la manière d'une combinaison de pilote automobile.
L'acte final utilise cinq têtes, dont une s'ouvrant pour révéler un sein attaché à un cordon ombilical, deux combinaisons complètes, deux combinaisons partielles et un moulage de la tête de Demi Moore,. C'est Coralie Fargeat qui porte le costume pour les plans montrant le sang sortir du corps de Monstro Elisasue. L'écoulant constant de faux sang force le latex à rosir et le costume doit être repeint, recousu et séché chaque jour. Afin de le garder propre et sain, il est également aspergé de vodka toutes les nuits.

### Musique
La bande originale du film est composée par le musicien et producteur britannique Raffertie. Il est choisi pour la « violence et la dureté électronique de sa musique », mais également pour sa capacité à créer des morceaux sensibles et émotifs.
On peut également y entendre les chansons At Last d'Etta James, Pump It Up! par Earl Gregory et Ugly and Vengeful d'Anna von Hausswolff, ainsi que le premier mouvement du poème symphonique Ainsi parlait Zarathoustra de Richard Strauss, référence à 2001, l'Odyssée de l'espace de Stanley Kubrick,,. Pour présenter Monstro Elisasue, on peut également entendre le morceau The Nightmare and Dawn de Bernard Herrmann pour le film Sueurs froides.

## Accueil

### Sortie
The Substance est sélectionné en compétition pour la Palme d'or au Festival de Cannes 2024, où il est diffusé pour la première fois le 19 mai 2024,. Le film reçoit une standing ovation de 13 minutes et le Prix du scénario,,.
Universal Pictures, compagnie parente de Working Title Films, originellement choisie comme société de distribution mais s'étant retirée du projet, reste créditée dans le générique du film : de nombreuses sources affirment que le studio était « inquiet de la sortie du film »,,. Coralie Fargeat raconte que la fin de cette collaboration est liée à une projection test avec trois producteurs exécutifs représentant Universal – deux hommes et une femme. L'un des producteurs s'est véhément opposé au film et a demandé une version censurée, demande impossible à réaliser grâce au privilège du final cut tel que stipulé dans le contrat de la réalisatrice, et s'est alors retiré du projet. La productrice exécutive a plus tard, quant à elle, exprimé son soutien à Coralie Fargeat.
MUBI acquiert les droits du film pour 12,5 millions de dollars et prévoit de le distribuer au cinéma en Amérique du Nord, au Royaume-Uni, en Irlande, en Allemagne, en Autriche, en Amérique latine, au Benelux, en Turquie et en Inde,. Le film sort le 20 septembre 2024 aux États-Unis, au Royaume-Uni, en Allemagne, en Amérique latine, au Canada et aux Pays-Bas, le 11 octobre 2024 en Espagne et le 6 novembre 2024 en France, distribué par Metropolitan Filmexport,,,,.

### Accueil critique

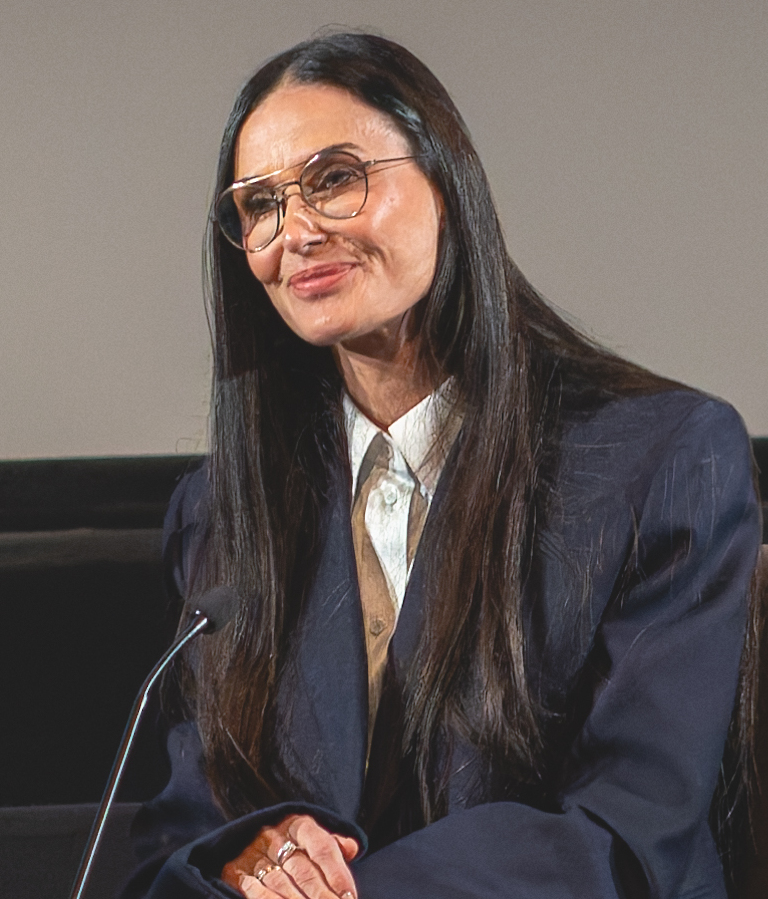
La performance de Demi Moore est acclamée par la critique, étant parfois décrite comme la meilleure de sa carrière.

The Substance est globalement bien reçu par la critique, obtenant une note moyenne de 8.1⁄10 et un pourcentage de 90 % sur le site Rotten Tomatoes, fondé sur 329 commentaires, une note moyenne de 78⁄100 sur Metacritic et une note moyenne de 3.6⁄5 sur Allociné,,.
Peter Bradshaw, dans The Guardian, décrit le film comme « une comédie de body horror joyeusement folle et outrageusement complaisante », tandis que David Ehrlich, pour IndieWire, le décrit comme « un chef-d'œuvre épique et audacieux de body horror, un classique instantané. L'expérience cinématographique la plus maladive et divertissante de l'année »,.
La performance de Demi Moore est également acclamée : « Son meilleur rôle au grand écran depuis des années, Demi Moore n'a pas peur de parodier l'image que nous avons d'elle » ; « Demi Moore est la pièce maîtresse, dans une performance pleine de vanité, d'égo meurtri, d'horreur naissante et de vulnérabilité qui n'est pas sans rappeler Isabelle Adjani dans Possession. »,
Owen Gleiberman pour Variety, Radhika Seth pour Vogue et Damon Wise pour Deadline félicitent la réalisation du film : « Coralie Fargeat travaille avec le panache de Stanley Kubrick dans sa période grindhouse, dans une fusion étrange, drôle et cathartiquement grotesque de L'Étrange Cas du docteur Jekyll et de M. Hyde et Showgirls » ; « Une œuvre de cinéma audacieuse, la meilleure sortie de la Croisette pour l'instant et ma préférée pour la Palme d'or » ; « Un thriller d'horreur séditieux et onirique qui se termine dans une symphonie délirante de sang, de tripes et autres viscères indéfinissables. »,,

Wendy Ide, pour The Guardian, loue la perspective féministe du film envers les femmes âgées, faisant le lien avec d'autres films d'horreur ayant comme thèmes la menstruation ou la grossesse, comme Carrie au bal du diable et Rosemary's Baby. Elle écrit que The Substance, en contraste, « n'offre pas seulement une perspective féminine sur le corps de la femme mais montre également que les choses deviennent confuses quand la fertilité n'est qu'un vague souvenir ». Alissa Wilkinson, pour The New York Times, félicite les plans exagérés montrant les personnages féminins d'une manière « rappelant le film pornographique » :
Finalement, c'est ce que The Substance fait de mieux : pas juste nous rappeler les standards absurdes de la beauté féminine et le pouvoir destructeur de la célébrité, mais également tourner le miroir vers nous-mêmes. Le film ne critique pas le corps, mais la façon dont nous nous sommes entraînés pour le regarder et l'effet que cela a sur notre propre corps. Le film est, de manière assez appropriée, un miroir, et notre inconfort révèle nos penchants et nos peurs cachées. Vieillir, devenir célèbre, être remarqué, être aimé, être usurpé par quelqu'un de plus beau et plus jeune : tout est là. Rien de mieux qu'un miroir pour nous rappeler ce qui se cache à l'intérieur.
Alison Willmore, pour Vulture, exprime que le thème le plus fort du film est le danger de l'addiction, qu'elle rapproche de Requiem for a Dream. D'autres critiques notent également la similarité du film avec la nouvelle d'Oscar Wilde de 1890 Le Portrait de Dorian Gray.

### Box-office
The Substance rapporte 17 millions de dollars aux États-Unis et au Canada et 59 millions de dollars à l'international pour atteindre un total de 77 millions de dollars,. Il devient le film le plus rentable distribué par MUBI, dépassant les 10 millions de dollars de Priscilla,.
En France, le film totalise plus de 586 000 entrées après seize semaines d'exploitation en salles.

## Distinctions

### Récompenses

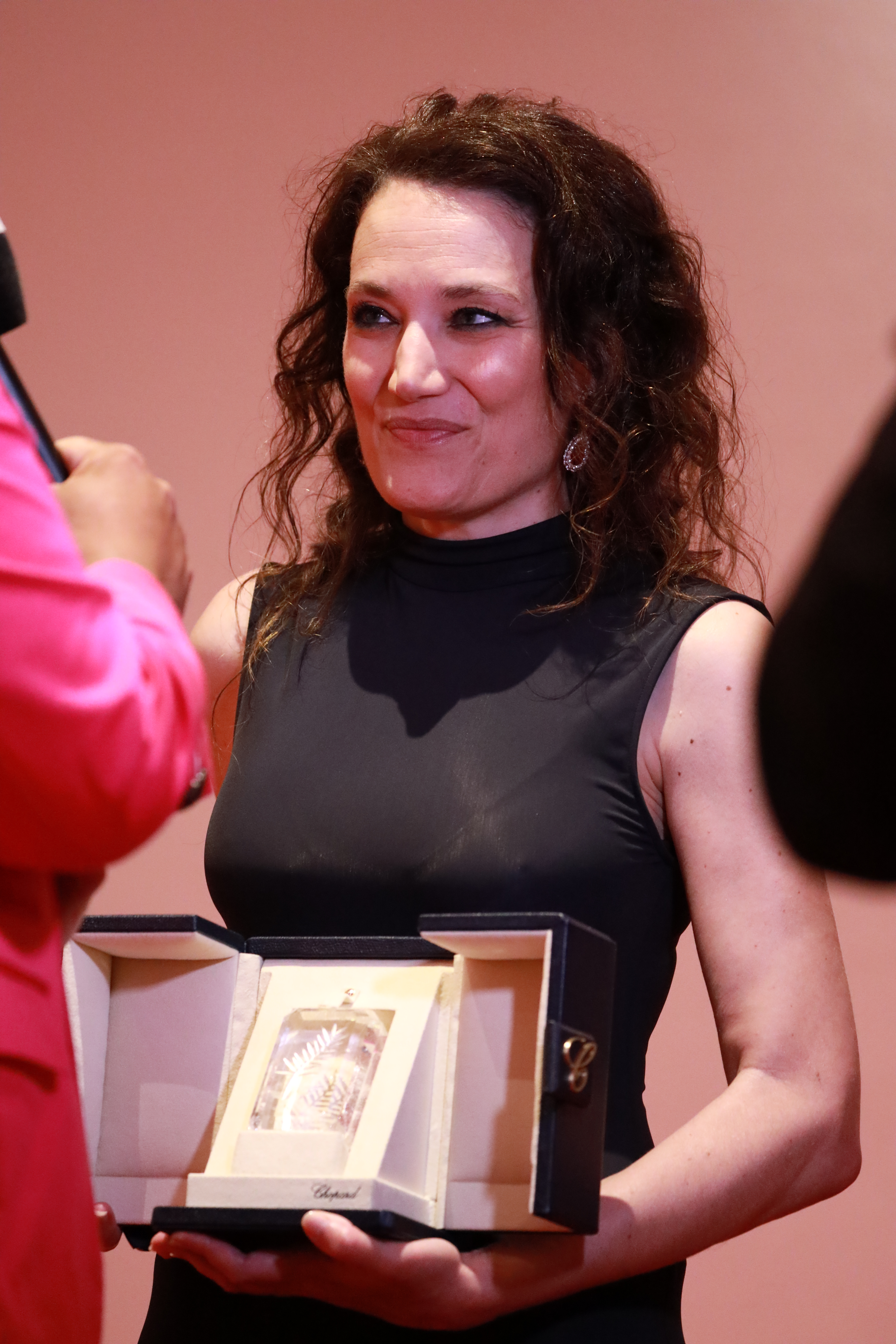
Coralie Fargeat après avoir reçu le Prix du scénario au Festival de Cannes 2024.

- Festival de Cannes 2024 : Prix du scénario
- Festival international du film des Hamptons 2024 : Career Achievement in Acting Award pour Demi Moore
- Festival international du film de Toronto 2024 : People's Choice Award (section Midnight Madness)
- Prix du cinéma européen 2024 :
  - Meilleur directeur de la photographie pour Benjamin Kračun
  - Meilleurs effets visuels pour Bryan Jones, Pierre Procoudine-Gorsky, Chervin Shafaghi et Guillaume Le Gouez
- Savannah Film Festival 2024 :
  - Icon Award pour Demi Moore
  - Luminary Award pour Margaret Qualley
- Golden Globes 2025 : Meilleure actrice dans un film musical ou une comédie pour Demi Moore
- Oscars 2025 : Meilleurs maquillages et coiffures
- Critics Choice Award  2024 :  Meilleurs maquillages et coiffures pour Pierre-Olivier Persin, Stéphanie Guillon, Frédérique Arguello[94]
- Astra Film and Creative Arts Awards 2024 : Meilleurs maquillage et coiffures pour Pierre-Olivier Persin, Stéphanie Guillon, Frédérique Arguello[95]
- BAFTA Award du meilleur maquillage et coiffure pour Pierre-Olivier Persin, Stéphanie Guillon, Frédérique Arguello[96],[97],[98]

### Nominations
- Astra Film and Creative Arts Awards 2024 :
  - Meilleur film
  - Meilleur film d'horreur
  - Meilleure actrice pour Demi Moore
  - Meilleure actrice dans un second rôle pour Margaret Qualley
  - Meilleure performance pour Demi Moore
  - Meilleure performance pour Margaret Qualley
  - Meilleur casting pour Laure Cochener et Léa Moszkowicz
- Festival international du film de Miskolc 2024 : Emeric Pressburger Prize
- Gotham Independent Film Awards 2024 : Meilleure performance pour Demi Moore
- Hollywood Music in Media Awards 2024 : Meilleure musique originale pour un film d'horreur ou un thriller pour Raffertie
- Prix du cinéma européen 2024 :
  - Meilleur film
  - Meilleure réalisation pour Coralie Fargeat
- César 2025 : Meilleur film étranger
- Golden Globes 2025 :
  - Meilleur film musical ou de comédie
  - Meilleure actrice dans un second rôle pour Margaret Qualley
  - Meilleure réalisation pour Coralie Fargeat
  - Meilleur scénario pour Coralie Fargeat
- Oscars 2025 : 
  - Meilleur film
  - Meilleur réalisateur
  - Meilleure actrice pour Demi Moore
  - Meilleur scénario original

### Sélection
- Festival de Cannes 2024 : sélection officielle, en compétition

### Documentaire
- Making-of officiel de 28 minutes : (en) « The Substance - Making-Of Featurette », sur Mubi.

### Images d'inspiration
- Catalogue d'images d'inspiration constitué par la réalisatrice : Coralie Fargeat, « The Substance Lookbook », 2020.